# Мале Князь-Теняково
Мале Князь-Теня́ково (рос. Малое Князь-Теняково, чув. Пĕчĕк Пӳкасси) — присілок у складі Чебоксарського району Чувашії, Росія. Входить до складу Шинерпосинського сільського поселення.
Населення — 40 осіб (2010; 39 у 2002).
Національний склад:
- чуваші — 90 %

Стара назва — Мале Князьтеняково.